# سيم هاي إن
سيم هاي إن (الكورية: 심해인) مواليد 31 أكتوبر 1987، هي لاعبة كرة يد كورية جنوبية تلعب كظهير أيسر. مثلت منتخب كوريا الجنوبية لكرة اليد للسيدات. شاركت في دورة الألعاب الأولمبية الصيفية سنة 2012.

## سجل المنافسة
شاركت في البطولات التالية:
- الألعاب الأولمبية الصيفية 2012
- الألعاب الأولمبية الصيفية 2016
- بطولة العالم لكرة اليد للسيدات 2011
- بطولة العالم لكرة اليد للسيدات 2015

## روابط خارجية
- سيم هاي إن على موقع الاتحاد الدولي لكرة اليد (الإنجليزية)
- سيم هاي إن على موقع اللجنة الأولمبية الدولية (الإنجليزية)
- سيم هاي إن على موقع أوليمبيديا (الإنجليزية)